# Stefania Giannini
Stefania Giannini (née le 18 novembre 1960 à Lucques) est une femme politique italienne, membre de Choix civique pour l'Italie. Elle est ministre de l'Éducation et de la Recherche du gouvernement Renzi entre 2014 et 2016.

## Biographie
Devenue professeur de glottologie et de linguistique en 1999, Stefania Giannini est rectrice de l'université pour étrangers de Pérouse entre 2004 et 2013, avant d'être élue sénatrice en 2013. Choix citoyen la désigne comme coordinatrice politique fin 2013.
Entre le 22 février 2014 et le 12 décembre 2016, elle est ministre de l'Éducation, de l'Université et de la Recherche dans le gouvernement Renzi.
En avril 2014, elle présente la liste Choix européen en vue des élections de mai 2014.